# Troiițke, Voznesensk
Troiițke (în ucraineană Троїцьке) este un sat în comuna Șcerbani din raionul Voznesensk, regiunea Mîkolaiiv, Ucraina.

## Demografie
Componența lingvistică a localității Troiițke
     Ucraineană (97,11%)
     Română (2,17%)
     Alte limbi (0,72%)
Conform recensământului din 2001, majoritatea populației localității Troiițke era vorbitoare de ucraineană (97,11%), existând în minoritate și vorbitori de română (2,17%).